# Pachyserica olafi
Pachyserica olafi är en skalbaggsart som beskrevs av Ahrens 2004. Pachyserica olafi ingår i släktet Pachyserica och familjen Melolonthidae. Inga underarter finns listade i Catalogue of Life.